# 浜崎橋ジャンクション
座標: 北緯35度39分9秒 東経139度45分35秒 / 北緯35.65250度 東経139.75972度

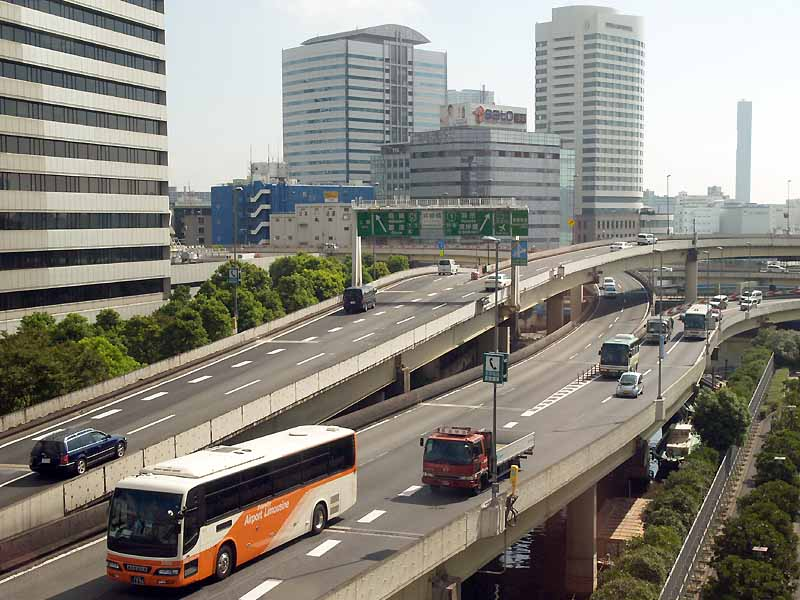
浜崎橋ジャンクション（画面奥左が銀座方面、右手が羽田線方面 東京モノレール車窓より）

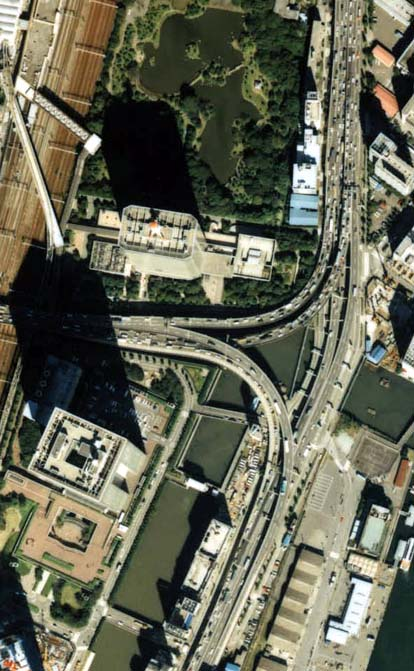
1989年度撮影の航空写真。

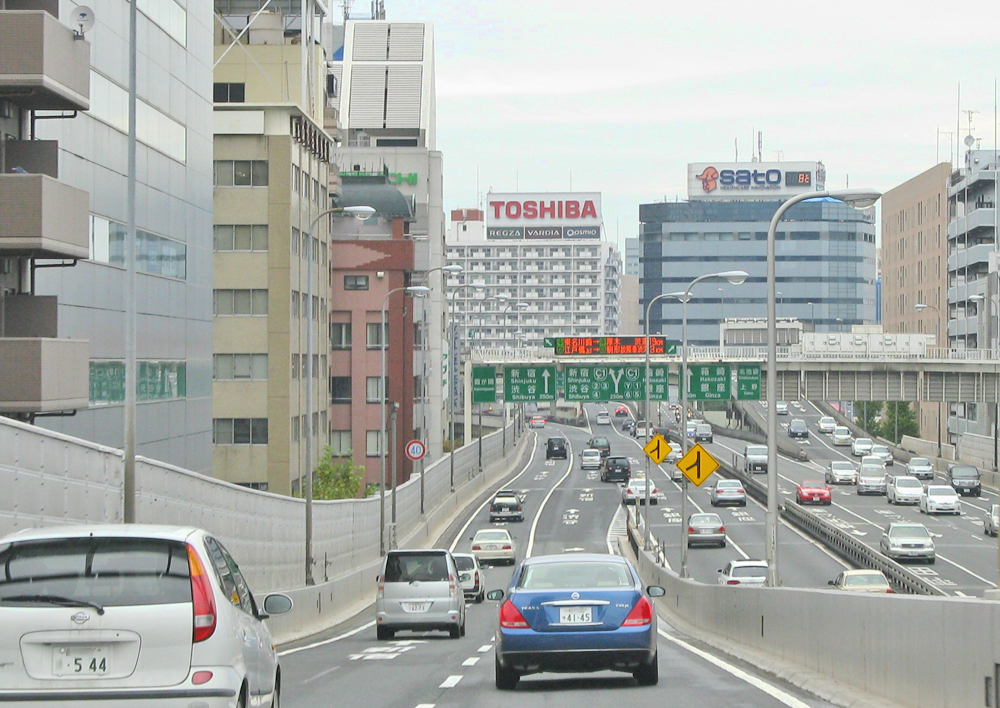
芝浦ジャンクション、奥が浜崎橋ジャンクション

浜崎橋ジャンクション（はまざきばしジャンクション）は、東京都港区海岸にある、首都高速道路都心環状線・1号羽田線のジャンクションである。
高架は地上の海岸通り（都道316号）に沿っている。「浜崎橋」は海岸通り上の古川に架かる橋梁として存在する。
下り側を見下ろすビル屋上にTBSテレビが「浜崎橋お天気カメラ」を設置している。
都心環状線から当ジャンクションに入った場合、内回り・外回り共に本線車線を道なりに進むと環状線から出て羽田線に乗り入れてしまうため、環状線を走行し続けるには本線を外れて分岐車線に進む必要がある。

## 連絡している路線
首都高速道路
- 都心環状線
- 羽田線

また、500mほど南下したところに芝浦JCTがあり、11号台場線に連絡している。

## 隣
首都高速都心環状線
(15,16)銀座出入口 - 汐留JCT/(18)汐留出入口 - 浜崎橋JCT - (19)芝公園出入口
首都高速1号羽田線
浜崎橋JCT - 芝浦JCT - (101)芝浦出入口

## 渋滞
浜崎橋JCT上りはかつては首都高屈指の渋滞ポイントであった。1号羽田線と11号台場線からの交通集中に加え、芝浦JCTと浜崎橋JCTとの間の500メートルが都心環状線内回り・外回りのどちらかに向かうための車線変更区間となり、車が織り込むように交差する「織り込み交通」が生じる。2015年3月に中央環状品川線が開通したことにより、渋滞は大幅に軽減されている。